# Anzu-Mythos
Der babylonische Anzu-Mythos berichtet vom Versuch des Anzu, sich die Schicksalstafeln und damit die Weltherrschaft anzueignen.

### Altbabylonische Version
Die erste Tafel der altbabylonischen Fassung ist nicht erhalten. Held dieser Fassung ist Ningirsu.

### Babylonische Version (SB)
Die babylonische Version des Mythos (SB, „Standard-Babylonian“) aus dem 1. Jahrtausend hat einen Umfang von etwa 720 Zeilen und ist auf drei Tafeln überliefert. Tafelfragmente stammen unter anderem aus Niniveh, Sultantepe und Tarbiṣu und datieren vermutlich ins 7. Jahrhundert. Die Tafeln befinden sich heute im Britischen Museum. Die dritte Tafel ist jedoch sehr unvollständig, und auch die anderen Tafeln weisen Lücken auf. Eine neo-babylonische Kopie der ersten Tafel (YBC 9842) ohne Fundort (Nachlass Albrecht Goetze), in drei Bruchstücken überliefert, füllt einige Lücken.
Held dieser Version ist der Gott Ninurta.

## Inhalt

### Babylonische Version

#### Tafel I
Das Epos beginnt mit einer Lobpreisung Ninurtas, des Sohns von Mami und Enlil (der auch einfach nur Bēl, Herr genannt wird, wie später Marduk), der Anführer der Anunnaki. Der Anzu-Mythos schildert dann, wie die Götter die Flüsse Euphrat und Tigris schaffen, sie aber kein Wasser führen, weil keine Wolken (Anzu = mächtige/starke Wolke) am Horizont erscheinen. Doch dann wird Anzu in den Bergen (Nebelberge) aus der Erde und dem Apsu (Süßwasserozean) geboren. Die Tafel ist an dieser Stelle schlecht erhalten, aber es werden der Südwind, der Wirbelwind und die vier Winde erwähnt. Die Igigi berichten dem Enlil von diesem Ereignis. Enlil ist überrascht, begibt sich in die Berge (Nebelberge) und begegnet Anzu (in Form eines Vogels). Er wird von Ea über dessen Herkunft aufgeklärt und lädt ihn auf den Rat Eas hin ein, seinem Haushalt beizutreten und für immer das Allerheiligste des Tempels zu bewachen. Anzu kommt mit Enlil nach Nippur. Dort badet Anzu täglich in der Cella des Tempels in reinem Wasser und betrachtet die Herrschaftsinsignien Enlils, also seine Krone, seine göttlichen Gewänder und die Schicksalstafeln. Er beschließt in seinem Herzen, sich die Macht anzueignen, die Tafeln zu rauben und sich so zum Herrn aller Götter (igigi) zu machen. Als Enlil des Morgens badet und dazu seine Kleider und seine Krone auf den Thron gelegt hat, ergreift Anzu die Schicksalstafeln und fliegt damit in die Berge. Damit greift er die göttliche Weltordnung an und die Stellung, die Mami, die Herrin aller Götter (Belet-ilī) den Göttern Anu und Enlil zugewiesen hatte. Die Rituale finden nicht mehr ordnungsgemäß statt, die Strahlenhelle erlischt, und Enlil verstummt.
Anu beruft eine Versammlung der Götter ein und fordert seinen Sohn Adad, den Deichgrafen des Himmels auf, einen Blitz gegen Anzu zu schleudern und ihn zu töten. Dann will er seinen Namen groß machen und Tempel sollen für ihn erbaut werden. Doch Adad lehnt ab. Da Anzu nun im Besitz der Schicksalstafeln ist und damit in die Berge geflohen ist, besitzt er die Macht Enlils, und wen immer er verflucht, wird sich in Lehm verwandeln. Danach fordert Anu Girra, den Sohn Anunitus auf, Anzu mit Feuer zu verbrennen, und Tempel sollen für ihn in allen vier Weltgegenden errichtet werden. Trotz seiner schmeichelnden Worte und dem Versprechen reicher Belohnung lehnt auch er ab, genau wie Šarra, der Sohn Ištars, nach ihm. Ea nimmt schließlich Kontakt mit Mami auf, und diese befiehlt ihrem Sohn Ninurta den Kampf gegen Anzu und gibt ihm Ratschläge, wie er vorgehen soll. Er soll die Winde gegen ihn mobilisieren und einen vergifteten Pfeil auf Anzu schießen. Er soll sich in einen Nebel hüllen, damit Anzu ihn nicht sehen kann. Er soll ihn mit hellen Strahlen blenden, dass ihm der Tag wie die Nacht wird. Er soll seine Kehle durchschneiden, und die Winde sollen dann die Federn Anzus nach Ekur tragen als frohe Nachricht für die Götter. Ohne Widerrede folgt Ninurta, der gehorsame Sohn den Worten seiner Mutter. Er wird von den sieben Winden begleitet. Er schießt Pfeile gegen Anzu, aber Anzu hält die Schicksalstafeln und lässt den Pfeil in seine Bestandteile zerfallen. Der Schaft wird wieder zu Röhricht im Dickicht, der Bogenstab zu einem Baum in einem Wäldchen, die Befiederung kehrt zu den Vögeln zurück und die Bogensehne in die Därme eines Hammels. Die Pfeile erreichen Anzu nicht, und Stille breitet sich aus. Ninurta schickt seine Waffe Šarur aus, um Ea von den Ereignissen zu berichten. Ea schickt Šarur mit dem Ratschlag, Anzu zu ermüden, mit dem Wurfholz anzugreifen und seine Schwingen abzuschneiden, die rechte wie die linke. Wenn er versuchen sollte, die Schwingen wieder zu sich zu rufen, soll ihn Ninurta unermüdlich mit Pfeilen beschießen, seine Kehle durchschneiden und seine Federn als gute Nachricht nach Ekur wehen lassen. Ninurta empfängt die Nachricht, versteckt sich und ruft die sieben Winde zu sich.

#### Tafel III
Nach einer Lacuna sind wir immer noch mitten in der Schlacht. Beide Gegner sind von Schweiß bedeckt. Anzu ermüdet durch die ständigen Angriffe Ninurtas, und dieser schneidet seine Schwingen ab und greift ihn mit dem Wurfholz an. Als Anzu seine Schwingen wieder zu sich rufen will, schießt ihm Ninurta einen Pfeil durch Herz und Lunge. Ninurta erschlug die stolzen Berge und ihre Weiden. Er überschwemmte die Erde in seinem Zorn. Dann nahm er die Schicksalstafeln an sich. Die Federn des Anzu wehten nach Ekur. Dagān sah sie und verkündete den anderen Göttern die frohe Botschaft, und sie priesen Ninurta. Enlil ruft Nusku, damit er Ninurta Birdu entgegenschickt. Ninurta hält Birdu zuerst für einen Feind – offenbar ist er mit dem Hofstaat Enlils nicht vertraut – aber dieser erklärt, dass er im Auftrag Enlils kommt und preist Ninurtas Taten. Er werde nun LUGAL.BANDA genannt, PABIL.SAG im EGAL.MAH, NIN-ANZU im EKUR.MAH, LUGAL.MARADA, Krieger TIŠPAK und IŠTARAN.